# ルーザスデール

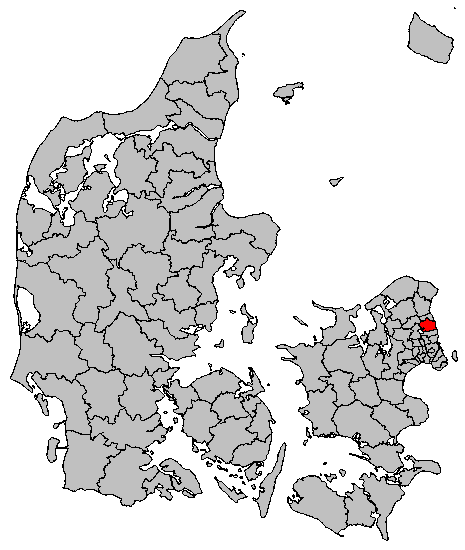
ルーザスデールの位置

ルーザスデール（デンマーク語: Rudersdal、[ru:ðɔsdaːl]）は、デンマークの基礎自治体のひとつである。デンマーク首都地域に属し、コペンハーゲンから北に20kmに位置する。面積は73km2。人口は56,133人。
2007年1月にデンマークで大規模な市町村改編が行われ、その中でスレレズとビアゲレズが合併して誕生した。